# Betty Snowball
Elizabeth Alexandra Snowball (* 9. Juli 1908 in Burnley, Vereinigtes Königreich; † 12. Dezember 1988 in Colwall, Vereinigtes Königreich) war eine englische Cricketspielerin, die zwischen 1934 und 1949 für die englische Nationalmannschaft spielte. Sie gilt als eine der herausragenden Wicket-Keeperinnen ihrer Generation. Für Schottland spielte sie auf internationaler Ebene auch Squash und Lacrosse.

## Kindheit und Ausbildung
Geboren in Lancashire in Burnley, besuchte Snowball die St Leonard’s School, bevor sie später ans St Andrews and Bedford Physical Training College wechselte.

## Aktive Karriere
Ihr erstes bekanntes Cricketspiel bestritt sie im Jahr 1929 für die Women’s Cricket Association. In der Folge konnte sie sich im nationalen Cricket etablieren und wurde dann für die erste Tour der englischen Nationalmannschaft nach Australien und Neuseeland eingeladen.  Dort eröffnete sie im ersten WTest zusammen mit Myrtle Maclagan am Schlag. Im zweiten Spiel gelang ihr dann ein Half-Century über 71 Runs und im dritten ein Weiteres über 83* Runs. Gegen Neuseeland folgte dann ihr erstes und einziges WTest-Century, als ihr 189 Runs gelangen. Dies verblieb über mehr als fünfzig Jahre die höchste Run-.Zahl einer Spielerin im WTest und konnte erst 1986 durch Sandhya Agarwal überboten werden. Im Sommer 1937 kam Australien nach England zum Gegenbesuch. Dort gelang ihr im ersten WTest ein Fifty über 72 Runs. Im dritten WTest der Tour fügte sie dann ein weiteres Fifty über 99 Runs hinzu. Dies sollte die letzte Tour vor dem Zweiten Weltkrieg sein, da die zunächst geplante Tour in der Saison 1939/40 nicht zu Stande kam.
Nach dem Krieg reiste sie in der Saison 1948/49 abermals mit dem Team nach Australien. Dort zeigte sie zwar gute Leistungen in den Tour Matches, konnte jedoch in den WTests nicht mehr an ihre alten Leistungen anknüpfen. Dieses sollte ihre letzte Tour sein und sie spielte bis 1951 noch Minor Cricket, bevor sie sich vom aktiven Cricket zurückzog. Neben Cricket spielte sie auch international Squash und Lacrosse für Schottland für das sie durch ihren Vater spielberechtigt war.

## Nach der aktiven Karriere
Sie blieb auch weiterhin dem Cricket verbunden und war als Umpire tätig, wobei sie unter anderem einen WTest bei der Women’s Ashes Tour 1951 leitete. Auch war sie als Lehrerin an The Elms School in Colwell in Herefordshire tätig, wo sie Cricket und Mathematik unterrichtete. Dort verstarb sie auch im Alter von 80 Jahren im Oktober 1988.